# Le Neubourg
Le Neubourg is een gemeente in het Franse departement Eure (regio Normandië). De plaats maakt deel uit van het arrondissement Évreux. Le Neubourg telde op 1 januari 2022 4.251 inwoners.

## Geografie
De oppervlakte van Le Neubourg bedroeg op 1 januari 2022 9,91 vierkante kilometer; de bevolkingsdichtheid was toen 429 inwoners per km².

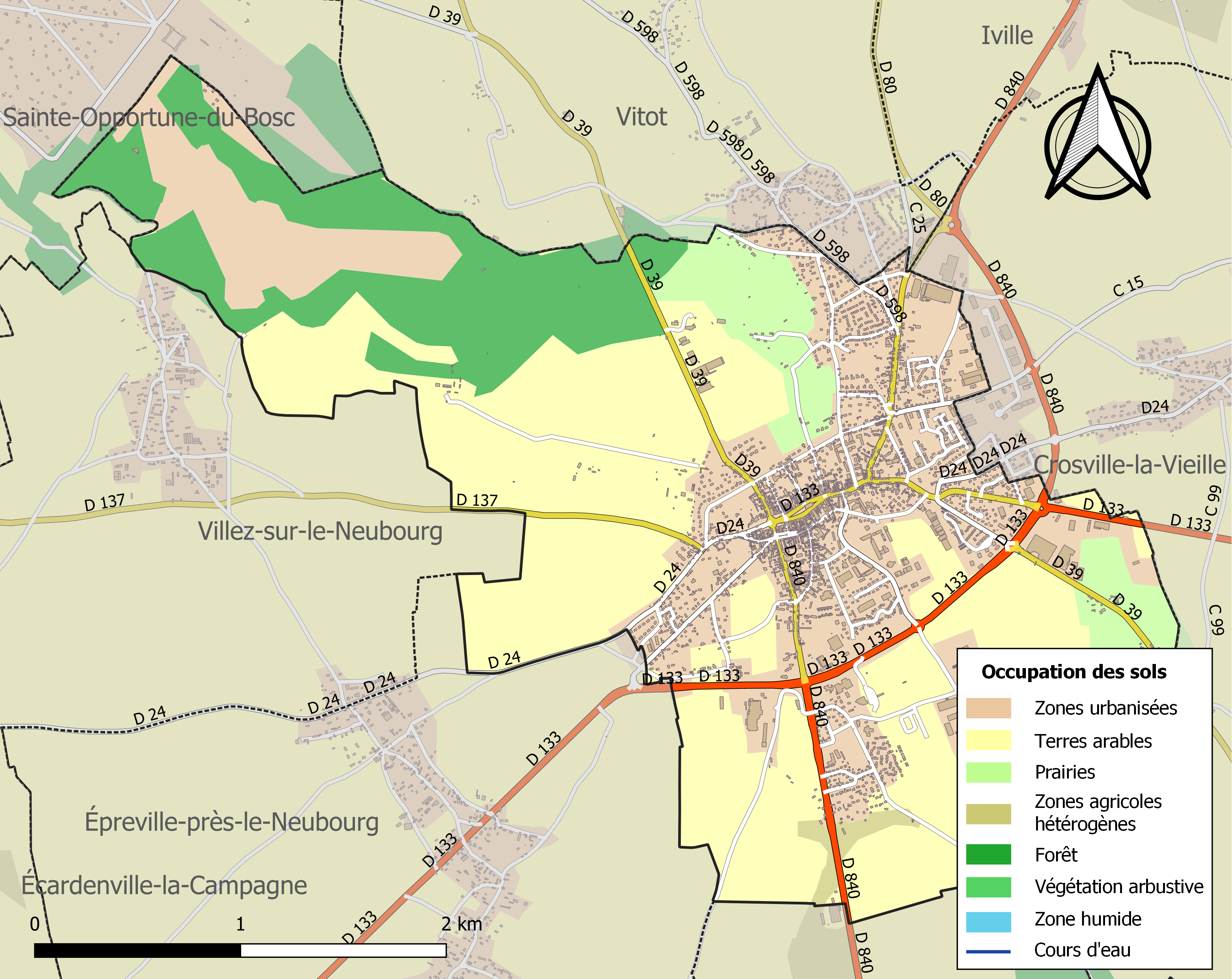
Kaart van de gemeente met belangrijkste infrastructuur, bodemgebruik en omliggende gemeenten

## Demografie
Onderstaande figuur toont het verloop van het inwonertal (bron: INSEE-tellingen).